# Jonathan Latimer
Jonathan Latimer (Chicago, 23 ottobre 1906 – La Jolla, 23 giugno 1983) è stato un giornalista, scrittore e sceneggiatore statunitense.

## Biografia
Nato da una famiglia di antiche origini, studiò dapprima in Arizona, poi in Illinois e, nel 1929, si laureò al Knox College. Iniziò subito a lavorare come cronista di cronaca nera al Chicago Herald-Examiner per passare poi al Chicago Tribune. In questi anni conobbe personalmente l'ambiente gangsteristico della città e i suoi esponenti di punta, tra cui Al Capone. La sua facilità di scrittura lo mise spesso nelle condizioni di dover riscrivere gli articoli dei colleghi, e un suo pezzo sull'allora Segretario di Stato Harold Ickes gli fruttò l'offerta di entrare nello staff dello stesso Ickes per redigerne i discorsi. Latimer svolgerà questa attività per sette anni, fino al 1940, scrivendo anche per altri esponenti di primo piano della politica statunitense.
Nel 1935 pubblicò il suo primo romanzo, Destinazione: sedia elettrica (Headed for a Hearse). Ne scriverà altri sette, fino al 1941. Dal 1942 al 1945 combatterà in Marina. In seguito pubblicherà solo altri due romanzi, uno nel 1955 e un altro nel 1959.
Nel 1940 si trasferì a La Jolla in California, vicino di casa e ottimo amico del più noto collega Raymond Chandler.
Nel frattempo, nel 1939 intraprese la carriera di sceneggiatore cinematografico. Scrisse così una ventina di sceneggiature, che gli diedero una buona fama e discreti guadagni. Nel 1958 abbandonò il cinema per dedicarsi a soggetti e sceneggiature per la televisione. Lavorò a serie di grande successo come Markham (10 episodi nel 1959), Scacco matto, Perry Mason con Raymond Burr (per cui sceneggiò dal 1960 al 1965 ben 45 episodi) e Hong Kong (5 episodi nel 1960). L'ultimo suo lavoro è del 1972: la sceneggiatura dell'episodio intitolato Il terzo proiettile della serie Colombo con Peter Falk. Nel 1973 Latimer cessò ogni attività letteraria. Morì dieci anni dopo, il 23 giugno 1983, per un tumore.

## Opere
Sono indicati nell'ordine: il titolo italiano, l'editore e l'anno della prima edizione italiana, il titolo originale e l'anno di pubblicazione.

### Romanzi con Bill Crane
- Murder in the Madhouse, 1935
  - Delitto in manicomio, Garzanti, 1954[1]
  - Delitto in manicomio, Mondadori, 1992 e 2009 (I classici del giallo n. 674 e n. 1212)[1]
- Headed for a Hearse, 1935
  - Destinazione: sedia elettrica, Garzanti, 1955 [1]
  - Destinazione: sedia elettrica, I Classici del Giallo Mondadori n. 726, 1994[1]
- The Lady in the Morgue, 1936
  - La dama della morgue, Longanesi, 1948 (La ginestra), 1967 (I libri pocket; 77 e I super pocket; 95), 1976 (I super pocket; 210)[1]
  - La donna della morgue, I classici del giallo n. 610, Mondadori, 1990[1]
  - La dama della morgue, Einaudi Stile libero noir, 2002[1]
- The Dead Don't Care, 1938
  - I morti non sanno, Garzanti, 1953[1]
  - I morti non sanno, I Classici del Giallo Mondadori n. 682, 1993[1]
- Red Gardenias, 1939
  - Gardenie rosse, Garzanti, 1961[1]
  - Gardenie rosse, I Classici del Giallo Mondadori n. 642, 1991[1]
  - Gardenie rosse, I classici del giallo n. 1193, 2008[1]

### Altri romanzi
- Chi ha rubato la testa di zio Tobias? (The Search for My Great-Uncle's Head, 1937), stampato nel 1991 nella collana Il Giallo Mondadori con il numero 2207.[1]
- L'avventura nera, Longanesi, 1956 (Dark Memory, 1940)[1]
- La vigna di Salomone (Solomon's Vineyard aka The Fifth Grave, 1941), Garzant, 1954 come La quinta tomba, Mondadori, 1991;[1] ristampato nella collana I Classici del Giallo Mondadori n. 1243, 2010[1]
- Peccatori e sudari, Garzanti, 1957 (Sinners and Shrouds, 1955)[1]
- La bara di visone, Garzanti, 1960 (Black is the Fashion for Dying, 1959)[1]

## Filmografia
- The Westland Case, regia di Christy Cabanne - soggetto tratto dal romanzo Destinazione: sedia elettrica (1937)
- The Lady in the Morgue, regia di Otis Garrett - soggetto tratto dal romanzo La dama della morgue (1938)
- The Last Warning, regia di Albert S. Rogell - soggetto tratto dal romanzo I morti non sanno (1938)
- La preda (The Lone Wolf Spy Hunt), regia di Peter Godfrey (1939)
- Phantom Raiders, regia di Jacques Tourneur - storia originale (1940)
- Bionda in paradiso (Topper Returns), regia di Roy Del Ruth (1941)
- Night in New Orleans, regia di William Clemens (1942)
- La chiave di vetro (The Glass Key), regia di Stuart Heisler (1942)
- Il ritorno del lupo (Whistling in Dixie), regia di S. Sylvan Simon - contributi alla sceneggiatura, non accreditato (1942)
- Ritorno dall'eternità, (Return from Eternity) regia di John Farrow - sceneggiatura (1956)